# Southern Smoke 26 - Welcome 2 A-Town
Southern Smoke 26: Welcome to a Town, primo mixtape firmato Jon, Scrappy, Smallz. Mixtape del 2006.

## Tracce
1. Let's Begin (Intro) - DJ Smallz & Lil Jon
2. Gangsta Gangsta - (Lil Scrappy feat. Lil Jon)
3. Rep Yo Click - (Lil Jon feat. Freeway & Red Cafe)
4. Welcome Back To A-Town Interlude - Young Jeezy
5. Go To Church - (Ice Cube feat. Snoop Dogg & Lil Jon)
6. Money Maker - (Too $hort feat. Pimp C, Rick Ross & Lil Jon)
7. Gettin' Some [Remix] - (Shawnna feat. Pimp C, Lil Wayne & Ludacris)
8. How Much - (Juvenile feat. Khujo (of Goodie Mob))
9. Wine Down Low - (Bone Crusher feat. Beenie Man & Mr. Collipark)
10. Side To Side [Remix] - (Three 6 Mafia feat. Project Pat & Bow Wow)
11. It's Southern Smoke You Bastards!!! - Jermaine Dupri
12. Ridin' High - (8 Ball & MJG feat. P. Diddy)
13. Welcome Back To A-Town II - Goodie Mob
14. What You Know [Remix] - (T.I. feat. Lil Wayne)
15. On My Grind - (Ty Cobb feat. Rick Ross & Bun B)
16. I Got 'Em - (Yo Gotti feat. Lil Wayne & The Birdman)
17. Fuck That - (8 Ball & MJG (Prod. by Lil Jon))
18. Welcome Back To A-Town III - Ying Yang Twins
19. Do It, Do It [Remix] - (B.H.I. feat. K-Rab & Lil Jon)
20. It's Goin Down Part 2 (Get Like Me) - Yung Joc
21. Rock Yo Hips - (Crime Mob feat. Lil Scrappy)
22. Do The Gorilla - (Fabo (of D4L) & R. Kelly)
23. Like This - (Yung Joc & Marques Houston)
24. Dem Jeans - (Chingy feat. Jermaine Dupri)
25. Stunnas - (Jermaine Dupri feat. Jagged Edge)
26. Why You Wanna [Remix] - (T.I. feat. Trey Songz)
27. Tell 'Em [Remix] - (Ray Ray feat. T.I. & Young Dro)
28. Conceited [Remix] - (Remy Ma feat. Lil Wayne & Trina)
29. Make It Rain - (Lady Luck feat. Smitty & Slim Thug)
30. Welcome Back To A-Town Interlude IV - T.I.
31. Fuck U, Pay Me - (Sunny Valentine feat. Yung Joc)
32. Bitch Chill - (Manish Man feat. Jermaine Dupri)
33. Weight Man - (Kantrell feat. Young Capone)
34. I Ain't Gon Let Up ('06 Haters Anthem) - Lil Yola